# 伊臣忠一

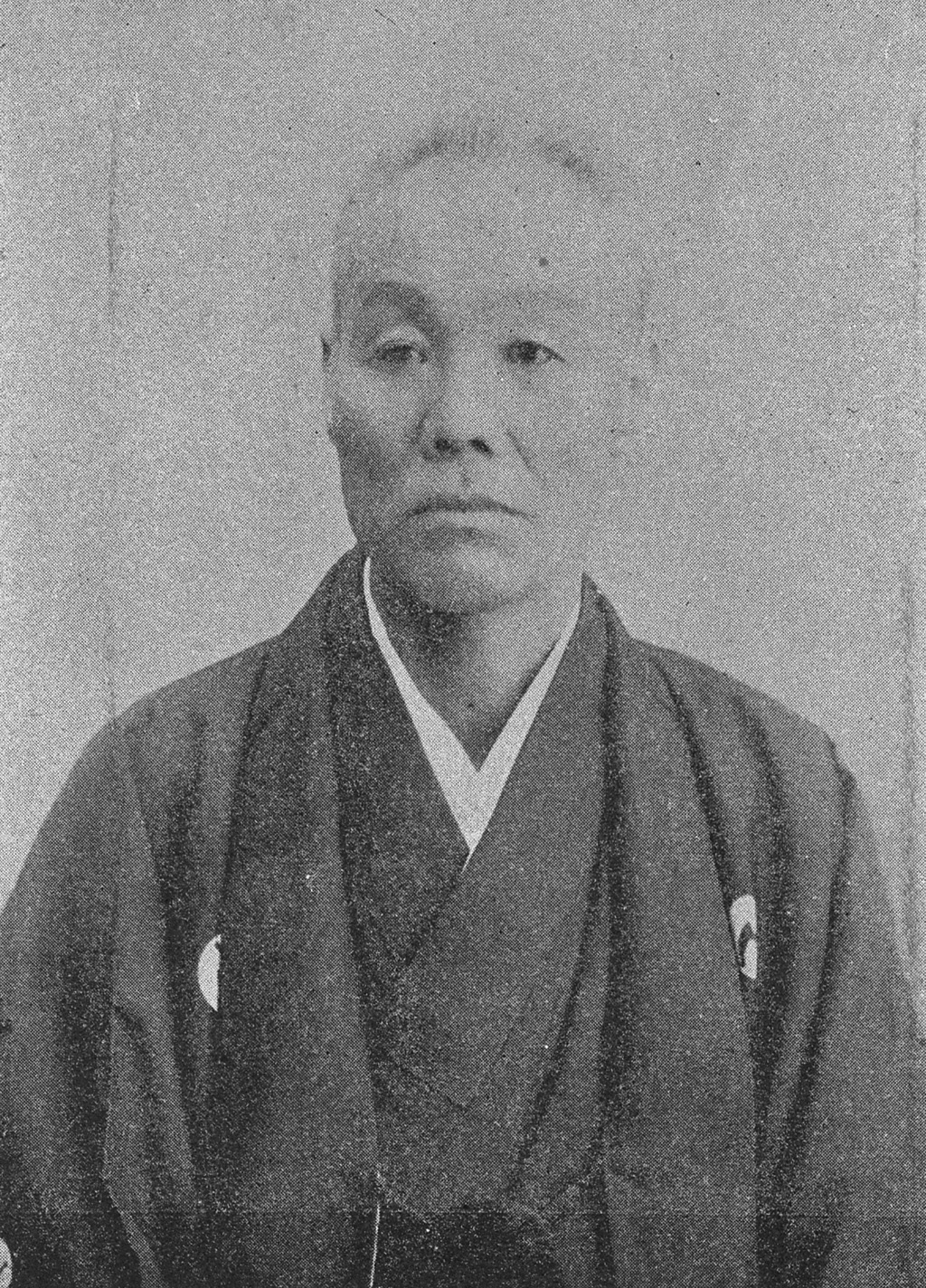
伊臣忠一

伊臣 忠一（いおみ ちゅういち、天保9年4月18日（1838年5月11日） - 明治40年（1907年）4月8日）は、元宇和島藩藩士で、明治時代の官僚・実業家。安田財閥に婿入りした安田善三郎の実父。

## 生涯
天保9年4月18日（1838年5月11日）、宇和島藩士米田汎延の次男として伊予国（現愛媛県）に生まれる。1841年家督相続。1863年、第一次長州征討に藩士として従軍。後、海外貿易について学ぶため、イギリスやドイツの商船に乗りヨーロッパ・中国各地を数年周遊。帰国後、姓を伊臣に改める。維新後は大蔵省に出仕し、1882年に辞職。また、明治2年（1869年）に愛知県権典事に任命されている。後、実業界へ移り、雨宮敬次郎と特に親交をもつ。晩年、第三国立銀行協議役、房総鉄道会社・根室銀行取締役などを務めた。1907年4月8日、浅草の自邸で死亡。

## 家族

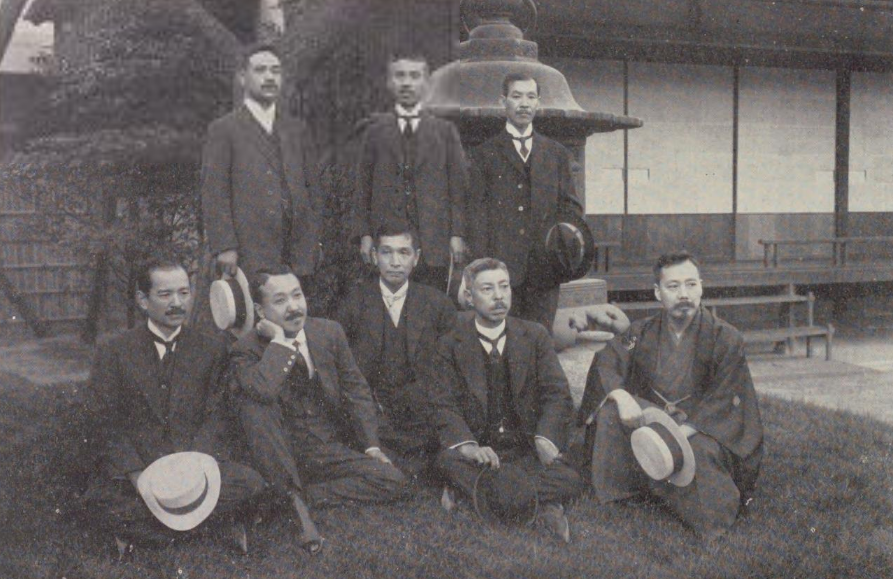
前列右端に長男の安田善三郎、前列左から二人目に次男の伊臣真

次男の伊臣真 (1877年生、日本大学卒)は、水戸鉄道株式会社社長、東京火災海上運送保険会社・根室銀行などの取締役を務めた。また、安田財閥を築いた安田善次郎の二女てる（暉子）の夫となった安田善三郎(旧名・伊臣貞太郎)は長男であり、オノ・ヨーコはその孫。その子ショーン・レノンは伊臣の玄孫にあたる。